# Christian Boros

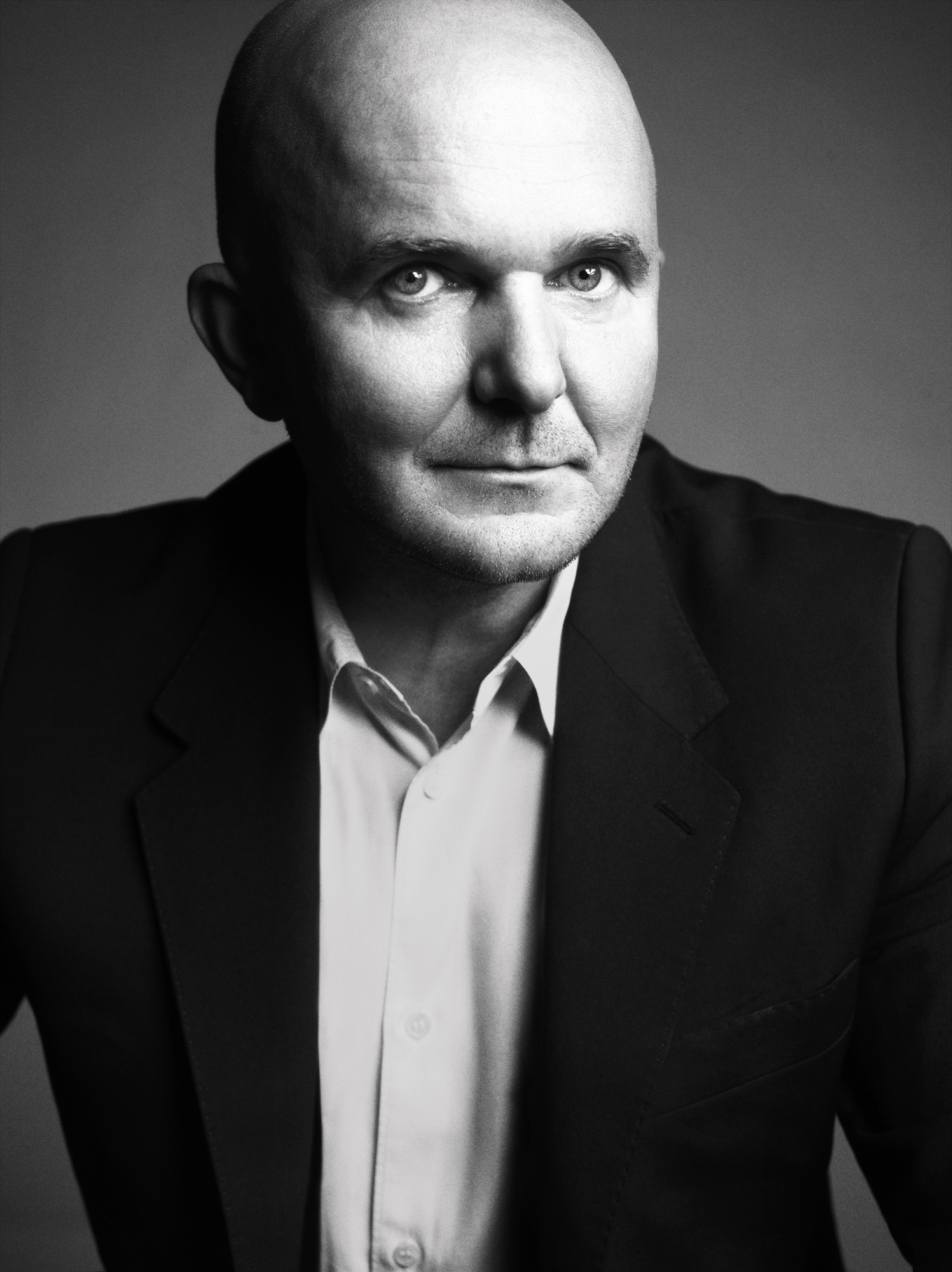
Christian Boros im Jahr 2013

Christian Boros (* 4. Dezember 1964 in Zabrze, Polen) ist ein deutscher Medienunternehmer und Kunstsammler.

## Leben
Boros wuchs in Köln auf, studierte von 1984 bis 1990 Kommunikationsdesign bei Bazon Brock an der Bergischen Universität Wuppertal und gründete 1990 die Boros Agentur für Kommunikation.
2010 gründete Boros zusammen mit Uta Grosenick den Distanz Verlag. Er ist seit 2016 Beiratsmitglied im Grimme-Institut und Kuratoriumsmitglied der Zeppelin Universität in Friedrichshafen, an der er seit 2012 einen Lehrauftrag hat. Seit 2013 ist er Mitglied des Patronatskomitees der Fondation Beyeler sowie seit 2016 des Global Patrons Council der Art Basel.
Boros und seiner Frau Karen wurde 2024 für herausragende Verdienste bei der Vermittlung zeitgenössischer bildender Kunst, als Museumsgründer, Ausstellungsmacher und Buchverleger der Art-Cologne-Preis verliehen.

## Sammlung

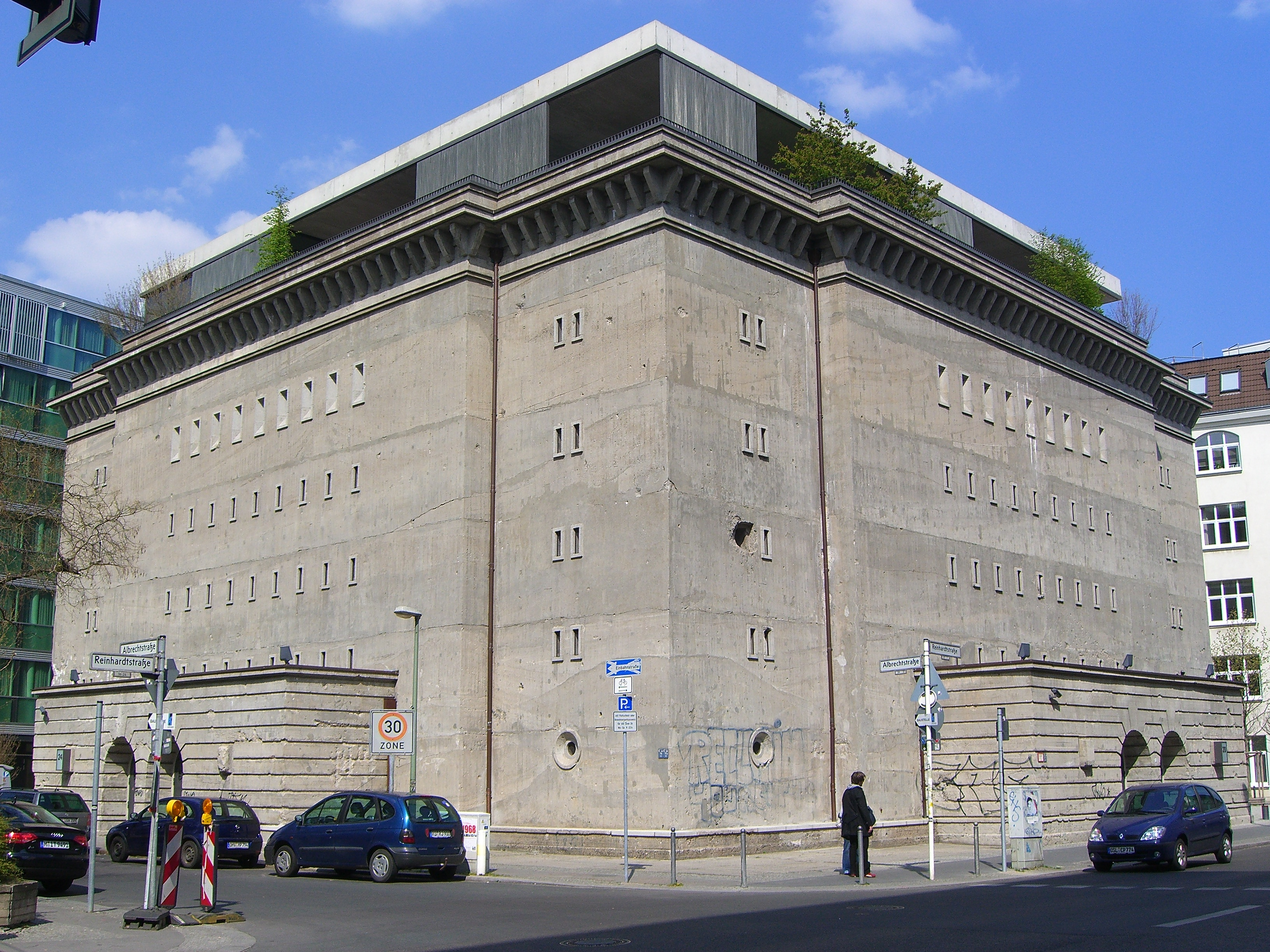
Hochbunker in Berlin mit dem Privatmuseum für Gegenwartskunst von Christian Boros. Auf dem Dach ein Penthouse im Stile des Barcelona-Pavillons. (Foto: 2008)

Mit 18 Jahren begann Boros Kunst zu sammeln. 1990 entdeckte er in London den Fotografen Wolfgang Tillmans und erwarb von ihm verschiedene Arbeiten. Neben Werken von Tillmans und Tobias Rehberger sammelt er die Young British Artists Damien Hirst, Tracey Emin, Sarah Lucas sowie deutsche Künstler wie Thomas Scheibitz, Anselm Reyle, Jonathan Meese, die Amerikanerin Elizabeth Peyton, den Schweizer Daniel Pflumm sowie den Luxemburger Michel Majerus, den Spanier Santiago Sierra und die Dänen Ólafur Elíasson und Henrik Olesen. Die Sammlung Boros umfasst etwa 700 Bilder, Skulpturen und Installationen, darunter viele Arbeiten zeitgenössischer Kunst.
Um seine ständig wachsende Sammlung unterzubringen, kaufte Boros 2003 in Berlin-Mitte den ehemaligen Reichsbahnbunker Friedrichstraße an der Reinhardtstraße und gründete dort zusammen mit seiner Frau Karen Boros ein Privatmuseum. Seit dem 7. Juni 2008 ist die Sammlung nach Voranmeldung während kostenpflichtiger Führungen zugänglich.